# Zagora (gmina Cetynia)
Zagora (cyr. Загора) – wieś w Czarnogórze, w gminie Cetynia. W 2011 roku liczyła 26 mieszkańców.